# Sermizelles
Sermizelles is een gemeente in het Franse departement Yonne (regio Bourgogne-Franche-Comté) en telt 264 inwoners (2005). De plaats maakt deel uit van het arrondissement Avallon.

## Geografie
De oppervlakte van Sermizelles bedraagt 7,0 km², de bevolkingsdichtheid is 37,7 inwoners per km².

## Verkeer en vervoer
In de gemeente ligt spoorwegstation Sermizelles - Vézelay.
De onderstaande kaart toont de ligging van Sermizelles met de belangrijkste infrastructuur en aangrenzende gemeenten.

## Demografie
Onderstaande figuur toont het verloop van het inwonertal (bron: INSEE-tellingen).